# Frouzins
Frouzins – miejscowość i gmina we Francji, w regionie Oksytania, w departamencie Górna Garonna.
Według danych na rok 1990 gminę zamieszkiwało 3941 osób, a gęstość zaludnienia wynosiła 498 osób/km² (wśród 3020 gmin regionu Midi-Pireneje Frouzins plasuje się na 78. miejscu pod względem liczby ludności, natomiast pod względem powierzchni na miejscu 1252.).